# Гребешковский откос

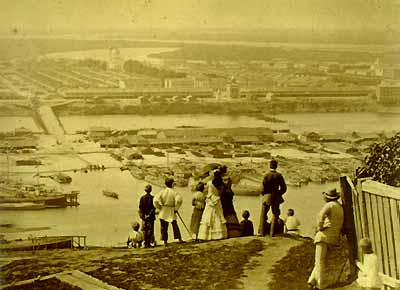
Вид на Нижегородскую ярмарку с Ярилиной горы (Гребешка). 1870-е годы, Андрей Карелин

Гребешко́вский отко́с (также Гребешо́к) — историческое место в Нижнем Новгороде. Расположен на горе на правом, крутом берегу Оки.
Название «Гребешок» пошло оттого, что в плане изрезанный оврагами берег напоминает петушиный гребень. До середины XIX века гора называлась Ярилиной или Ярилой (в честь божества плодородия Ярилы). Существует предание, что в древности здесь устраивали языческие праздники. С середины XIX века на Гребешке строили дачи, особняки и доходные дома.
В начале XVII века земля «на горе на всполье» принадлежала Благовещенскому монастырю. Здесь на «полом» (пустом) месте в 1620-е год строились монастырский вдовий двор и дворы «новоприхожих людей» — монастырских бобылей и крестьян. В Писцовой книге 1621—1622 годов эта территория была записана как «Благовещенского монастыря слоботка». Версия о том, что именно здесь располагался первый дом Кузьмы Минина до 1613 года, считается самой правдоподобной. Согласно исследованиям, двор Минина располагался на месте трёхэтажного многоквартирного дома 1959 года постройки по адресу — Гребешковский откос, 9а.
В настоящее время по Гребешку проходят следующие улицы:
- Казбекский переулок. Основная достопримечательность — обветшавший особняк купцов Башкировых, ныне превращённый в коммуналку (дом № 4).
- Улица Соревнования
- Ярославская улица
- Улица Гребешковский откос. Расположена над Похвалинским съездом к югу от Гремячей горы. Большинство домов, расположенных на улице, каменные, но в конце имеются два деревянных. На многих сохранились резные наличники. Тротуары идут уступами и террасами и соединяются между собой каменными лестницами.

…за Телячьей (ныне ул. Гоголя), начинается улица на Гребешок; она выходит, как упомянуто выше, на Гребешковский съезд. С левой стороны её идёт овраг, оканчивающийся в Благовещенской слободе, у водочного завода; в этом овраге течёт Жандармский ключ, получивший название от старых жандармских конюшен, находившихся на левой стороне оврага. Вода в этом ключе чистая, лёгкая, приятна на вкус; её доставляли для употребления императрице Екатерине II, когда государыня изволила быть в Нижнем в 1767 году. Её величество нашла, что вода этого ключа не уступает невской.
— Храмцовский Н. И. История и описание Нижнего Новгорода.
- Улица Чернышевского. В начале XVIII века там была построена Одигитриевская церковь (Никольская на Гребешке). В настоящее время на её месте стоит дом № 4а.

С Гребешка открывается великолепная панорама на Оку и Заречье, а также на расположенные внизу по склону Благовещенскую слободу, Ромодановский вокзал и мукомольный завод, ранее принадлежавший купцам Башкировым.
Ниже по склону расположены тенистые аллеи, а далее — улица Черниговская.